# Chrysops bivittatus
Chrysops bivittatus är en tvåvingeart som beskrevs av Lutz 1909. Chrysops bivittatus ingår i släktet Chrysops och familjen bromsar. Inga underarter finns listade i Catalogue of Life.